# Czerchów
Czerchów [pronunciación en polaco: /ˈt͡ʂɛrxuf/] es un pueblo ubicado en el distrito administrativo de Gmina Ozorków, dentro del Distrito de Zgierz, Voivodato de Łódź, en Polonia central. Se encuentra aproximadamente a 4 kilómetros al noreste de Ozorków, a 16 kilómetros al norte de Zgierz, y a 25 kilómetros al norte de la capital regional Łódź.